# Station Najmowo
Station Najmowo is een spoorwegstation in de Poolse plaats Najmowo.